# Dainavos giria
Dainavos giria este o arie protejată (sit de importanță comunitară — SCI) din Lituania întinsă pe o suprafață de 54.833 ha, integral pe uscat.

## Localizare
Centrul sitului Dainavos giria este situat la coordonatele 54°05′57″N 24°16′40″E / 54.0992°N 24.2778°E.

## Înființare
Situl Dainavos giria a fost declarat sit de importanță comunitară în mai 2005 pentru a proteja 9 specii de plante și 17 specii de animale.

## Biodiversitate
Situată în ecoregiunea boreală, aria protejată conține 29 de habitate naturale: Vegetație psamofilă uscată cu pășuni deschise de Corynephorus și Agrostis, Ape stătătoare oligotrofe până la mezotrofe, cu vegetație de Littorelletea uniflorae și/sau de Isoëto-Nanojuncetea, Lacuri eutrofice naturale cu vegetație de tip Magnopotamion sau Hydrocharition, Lacuri și iazuri distrofice naturale, Cursuri de apă de la nivel de câmpie la nivel montan, cu vegetație Ranunculion fluitantis și Callitricho-Batrachion, Pajiști uscate europene, Formațiuni de Juniperus communis pe lande sau pajiști calcaroase, Pajiști calcaroase din nisipuri xerice, Pajiști uscate seminaturale și facies de acoperire cu tufișuri pe substraturi calcaroase (Festuco-Brometalia) (* situri importante pentru orhidee), Pajiști fino-scandinave uscate până la mezice, bogate în specii de altitudine mică, Liziere de ierburi înalte hidrofile de câmpie și de nivel montan până la alpin, Pajiști aluvionare boreale nordice, Fânețe de joasă altitudine (Alopecurus pratensis, Sanguisorba officinalis), Pajiști din zone de pădure fino-scandinave, Turbării active, Mlaștini oligotrofe degradate, capabile încă de regenerare naturală, Mlaștini turboase de tranziție și turbării mișcătoare, Izvoare fino-scandinave și mlaștini produse de izvoare bogate în minerale, Izvoare petrifiante cu formare de travertin (Cratoneurion), Taiga vestică, Păduri caducifoliate bătrâne naturale hemiboreale fino-scandinave (Quercus, Tilia, Acer, Fraxinus sau Ulmus) bogate în specii epifite, Păduri fino-scandinave bogate în ierburi cu Picea abies, Păduri de conifere pe eskere fluvioglaciare sau legate la acestea, Păduri caducifoliate de mlaștină fino-scandinave, Păduri de stejar sau de stejar și carpen sub-atlantice și medio-europene de Carpinion betuli, Păduri pe pante, grohotișuri și ravene de Tilio-Acerion, Mlaștini împădurite, Păduri aluvionare cu Alnus glutinosa și Fraxinus excelsior (Alno-Padion, Alnion incanae, Salicion albae), Păduri central-europene de pin scoțian cu licheni.
La baza desemnării sitului se află mai multe specii protejate:
- plante (9): turiță (Agrimonia pilosa), Buxbaumia viridis, papucul doamnei (Cypripedium calceolus), Dianthus arenarius subsp. arenarius, o specie rară de mușchi (Drepanocladus vernicosus), moșișoare (Liparis loeselii), dedițelul (Pulsatilla patens), ochii-șoricelului (Saxifraga hirculus), Thesium ebracteatum
- amfibieni (2): buhai de baltă cu burta roșie (Bombina bombina), triton cu creastă (Triturus cristatus)
- mamifere (2): vidră de râu (Lutra lutra), liliac de iaz (Myotis dasycneme)
- nevertebrate (7): Boros schneideri, Cucujus cinnaberinus, libelule (Leucorrhinia pectoralis), fluturele purpuriu (Lycaena dispar), Lycaena helle, Ophiogomphus cecilia, Vertigo geyeri
- pești (5): avat (Aspius aspius), zvârluga (Cobitis taenia), zglăvoacă (Cottus gobio), cicar (Lampetra planeri), boarță (Rhodeus amarus)
- reptile (1): țestoasa de baltă (Emys orbicularis)

Pe lângă speciile protejate, pe teritoriul sitului au mai fost identificate 1 specie de plante.